# SN 2005iy
SN 2005iy – supernowa typu Ia odkryta 21 października 2005 roku w galaktyce A212451+0023. W momencie odkrycia miała maksymalną jasność 22,50m.